# Ny Jord
Ny Jord var en norsk förening, grundad 1908 som Selskabet til Emigrationens Indskrænkning (namnet ändrades 1915 till Ny Jord), som ville motverka emigrationen och bidra till etablerandet av nybyggen i Norges inland (inre kolonisation). Ordförande var (åtminstone fram till 1924) godsägaren och statsrådet Johan E. Mellbye.
Inledningsvis drev föreningen propaganda mot emigrationen, genom broschyrer och föredrag, men första världskriget gjorde detta överflödigt och i stället riktades intresset på nybyggen. Tidskriften Ny Jord grundades 1914 och 1915 bytte hela föreningen till detta namn. Sällskapet grundade 1916 Val landbruksskola i Nærøy i Nord-Trøndelag.
Fram till 1930-talet hade man bidragit till grundandet av 10 000 nybyggen med tillsammans 18 000 hektar odlad jord. De flesta nybyggena fanns i fylkena Nordland, Troms och Hedmark. I Opland fylke grundades 1353 nybyggen mellan 1921 och 1955.
1972 gick Ny Jord samman med Det norske myrselskap och bildade Det norske jord- og myrselskap (DNJM).

## Namnets litterära koppling
"Nya himlar och en ny jord" utlovas i Jesaja 65:17 och 66:22. Första delen av Knut Hamsuns genombrottsroman Sult (1890 i bokform) publicerades 1888 i den radikala danska tidskriften Ny Jord. Några år senare skrev han en roman med titeln Ny jord (1893).